# Stylops cuneiformis
Stylops cuneiformis är en insektsart som beskrevs av Richard Mitchell Bohart 1936. Stylops cuneiformis ingår i släktet Stylops och familjen stekelvridvingar. Inga underarter finns listade i Catalogue of Life.